# Booker Little
Booker Little Jr. (født 2. April 1938 i Memphis, Tennessee - død 5. Oktober 1961 i New York City, New York, USA) var en amerikansk trompetist, komponist og leder.
Little kom frem i Max Roach´s kvartet Plus Four, men har ogå spillet med musikere som Slide Hampton, Eric Dolphy, John Coltrane og Ron Carter. Han var også leder af egne grupper, og nåede i sit korte liv at indspille en del plader både i eget navn og med andre. Little var stærkt inspireret som musiker af Sonny Rollins og Clifford Brown. Han døde i som 23 årig i 1961 af Uræmi. Little nåede at manifestere sig som en af de betydningsfulde musikere i den moderne jazz indenfor hard bop og avantgarde.

## Diskografi som leder
- Booker Little 4 and Max Roach (1958)
- Booker Little (1960)
- The Soul Of Jazz Percussion også udgivet som The Third World (1960)
- Out Front (1961)
- Booker Little and Friend / genudgivet som Victory and Sorrow (1961)

## Diskografi som sideman
- Max Roach + 4 on the Chicago Scene (1958) - med Max Roach
- Max Roach + 4 at Newport (1958) - med Max Roach
- Deeds, Not Words (1958) - med Max Roach
- Award-Winning Drummer (1958) - med Max Roach
- The Many Sides of Max (1959) - med Max Roach
- We Insist! (1960) - med Max Roach
- Percussion Bitter Sweet (1961) - med Max Roach
- Jazz in the Garden at the Museum of Modern Art (1960) - med Teddy Charles
- Africa/Brass (1961) - med John Coltrane
- Far Cry (1960) - med Eric Dolphy
- At the Five Spot (1961) - med Eric Dolphy
- Slide Hampton and His Horn of Plenty (1959) - med Slide Hampton
- Bill Henderson Sings (1959) - med Bill Henderson
- Straight Ahead (1961) - med Abbey Lincoln
- Alone Together: The Best of the Mercury Years (1958, 1959) - med Max Roach
- Fantastic Frank Strozier (1960) - med Frank Strozier